# HK Donbass

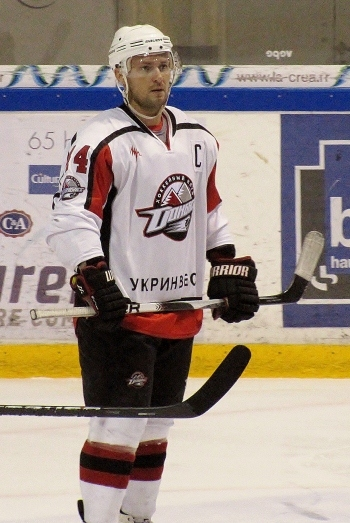
Sergej Varlamov v dresu Donbassu

HK Donbass (ukrajinsky Хокейний клуб Донба́с) je ukrajinský profesionální hokejový klub z Doněcku na Ukrajině. Klubové barvy jsou červená, černá, šedá a bílá. Od sezóny 2022/23 nepůsobí na žádném z turnajů ani soutěži kvůli invaze Ruska na Ukrajinu.

## Historie
Donbass byl založený v roce 2001 a znovu založen roku 2005. V roce 2010 koupil klub politik a podnikatel Boris Kolesnikov a tým se stal jedním z nejúspěšnějších na Ukrajině. Sezóny 2012/2013 a 2013/2014 hrál Donbass v Kontinentální hokejové lize (KHL) v Bobrovově divizi.
Donbass Doněck hrál v Aréně Družba s kapacitou 4130 sedadel. V květnu 2014 byla aréna vyrabována a podpálena, v důsledku klub nehrál KHL sezónu 2014/15.

## Historie názvu
- 2001 – HK Donbass

## Historické úspěchy
Ukrajinská hokejová liga
- 1.místo - 8x (2011, 2012, 2013, 2016, 2017, 2018, 2019, 2021)
- 3.místo - (2005)

###### mezinárodní
Kontinentální pohár IIHF
- 1.místo - 2013
- 2.místo - 2014
- 3.místo - 2012

## Přehled účasti v KHL
| Rusko                       |        |                                                   |                  |
| Sezóny                      | Soutěž | Play off                                          | Kapitán          |
| 2012/2013                   | KHL    | Ne                                                | Ruslan Fedotěnko |
| 2013/2014                   | KHL    | Čtvrtfinále (prohra 2:4 na zápasy s HC Lev Praha) | bez kapitána     |
| Zdroj na Eliteprospects.com |        |                                                   |                  |

## Češi a Slováci v týmu
| Ročník    | Hráči a trenéři z ČR                                  | Hráči SR                                         | Linky |
| --------- | ----------------------------------------------------- | ------------------------------------------------ | ----- |
| 2012/2013 | Jan Kolář, Karel Pilař, Lukáš Kašpar, Václav Nedorost | Jaroslav Obšut, Peter Podhradský, Tomáš Matoušek |       |
| 2013/2014 | Václav Nedorost , Jan Kolář , Lukáš Kašpar            | Ján Laco , Peter Podhradský                      |       |

## Týmové úspěchy
- Ukrajinská hokejová liga: (8x) 2010/2011, 2011/2012, 2012/2013, 2015/2016, 2016/2017, 2017/2018, 2018/2019, 2020/2021
- Westa-Naftek Cup: (1x) 2007

### Kapitáni
- Dmitrij Isajenko, 2010–11
- Sergej Varlamov, 2011– ?

### Hlavní trenéři
- Ivan Polisčuk, 2008–09
- Andrej Ovčinnikov, 2009–10
- Alexandr Kulikov, 2010–12
- Július Šupler, 2012–?